# Шестнадцатимиллиметровая гробница
«Шестнадцатимиллиметровая гробница» (англ. The Sixteen-Millimeter Shrine) — четвёртый эпизод первого сезона американского телесериала-антологии «Сумеречная зона». Был впервые показан в эфире телеканала CBS 23 октября 1959 года. Режиссёром эпизода выступил Митчелл Лейзен, сценарий написал создатель «Сумеречной зоны» Род Серлинг.
Эпизод повествует о бывшей кинозвезде, чья карьера давно закончилась. Её больше не приглашают сниматься и никто её не помнит, она тоскует по старым временам, ведёт затворнический образ жизни и пересматривает фильмы со своим участием. Единственная её мечта — вернуться в то время, когда она была самой красивой и желанной девушкой на экране.

## Сюжет
В начале эпизода голос рассказчика, который принадлежит создателю сериала Роду Серлингу, произносит вступительный монолог:
Портрет женщины, которая смотрит кинокартину. Великое кино для своего времени и некогда яркая звезда, светившая на небосводе, теперь она не видна на небе, её затмили движение земли и время. Барбара Джин Трентон, чей мир это комната с проектором, чьи сны смонтированы из целлулоида. Барбара Джин Трентон, сраженная скоротечными годами, оставленная в своём горе, отчаянно пытающаяся получить пропуск к ускользающей славе.Оригинальный текст (англ.)Picture of a woman looking at a picture. Movie great of another time, once-brilliant star in a firmament no longer a part of the sky, eclipsed by the movement of earth and time. Barbara Jean Trenton, whose world is a projection room, whose dreams are made out of celluloid. Barbara Jean Trenton, struck down by hit-and-run years and lying on the unhappy pavement, trying desperately to get the license number of fleeting fame.

Стареющая кинозвезда Барбара Джин Трентон уединяется в своём личном кинозале, где она вспоминает о прошлом, просматривая свои старые фильмы 1930-х годов. Пытаясь вывести её в реальный мир, её агент Дэнни Вайс организует для актрисы роль в новом фильме. Однако у Барбары и управляющего студией Марти Солла исторически сложились неприязненные отношения: он довольно мелочный, мелкий и чёрствый человек. Он предлагает ей роль матери, от которой она отказывается. Тогда Марти оскорбляет её, говорит, что она живёт в прошлом, и что сейчас любая роль, которую она получит, будет являться благотворительностью. Барбара в гневе уходит. Когда она возвращается домой, они с Дэнни ссорятся, тогда она решает отмахнуться от реальности и устроить вечеринку для своих друзей, но выясняется, что все они либо переехали, либо умерли.
После ссоры Барбара, по словам её горничной, решила оставаться в просмотровом зале днём и ночью. Дэнни решает привести её бывшего партнёра по фильму — теперь тоже пожилого человека, Джерри Херндона, который уже много лет как отошёл от актёрской деятельности и управляет сетью продуктовых магазинов. Она приходит в ужас от старческого вида своего друга и приказывает им обоим уйти. После злополучного визита Барбара возвращается в проекторную и ставит фильм, в котором снимается молодой Джерри. Она не может смириться с тем, что нынешний Джерри настоящий, и неоднократно озвучивает своё желание присоединиться к тому, кто на экране; экран при этом расплывается.
Горничная Барбары приходит с закусками и кофе, но обнаруживает, что комната пуста, и приходит в ужас от того, что видит на экране. Она звонит Дэнни и, когда он приходит, говорит ему, что, по её мнению, Барбара исчезла из дома. Он запускает проектор и видит в фильме парадный холл дома, заполненный кинозвёздами, выглядящими так, как они выглядели в старых фильмах. Барбара спускается по лестнице, приветствует их на вечеринке и говорит, что ужин будет у бассейна. Когда она начинает разговор с молодым Джерри, Дэнни зовёт её вернуться в 1959 год, в реальность. В ответ она посылает ему воздушный поцелуй, бросает шарф в сторону камеры и уходит. Фильм заканчивается. В настоящем парадном зале Дэнни находит шарф Барбары. «За желания, Барби», — с тоской говорит он. «За те, которые исполняются».
Эпизод заканчивается закадровым монологом Рода Серлинга:
За те, которые исполняются, за необычную, мистическую силу человеческого существа, которая может самой сокровенной мечте дать новую реальность. За Барбару Джин Трентон, королеву кинематографа прошлого, превратившую пустой склеп белого экрана в свой мир. Такое может случиться... в Сумеречной зоне.Оригинальный текст (англ.)To the wishes that come true, to the strange, mystic strength of the human animal, who can take a wishful dream and give it a dimension of its own. To Barbara Jean Trenton, movie queen of another era, who has changed the blank tomb of an empty projection screen into a private world. It can happen in the Twilight Zone.

## Команда
| Актёр         | Роль                                        |
| ------------- | ------------------------------------------- |
| Айда Лупино   | Барбара Джин Трентон                        |
| Мартин Болсам | Дэнни Вайс                                  |
| Джером Кауэн  | Джерри Херндан                              |
| Тед де Корсия | Марти Солл                                  |
| Элис Фрост    | Салли (горничная)                           |
| Джон Кларк    | молодой Джерри Херндан (в титрах не указан) |
| Род Серлинг   | рассказчик                                  |

- автор сценария — Род Серлинг
- режиссёр — Митчелл Лейзен
- продюсер — Бак Хотон
- исполнительный продюсер — Род Серлинг
- оператор — Джордж Т. Клеменс[англ.]
- монтаж — Билл Мошер
- режиссёр по работе с актёрами — Милли Гуссе
- художественные руководители — Джордж Дэвис[англ.], Уильям Феррари[англ.]
- кинодекораторы — Руди Батлер, Генри Грэйс[англ.]
- помощник режиссёра — Эдвард О. Дено
- редактор звуковых эффектов — Ван Аллен Джеймс
- композитор основном темы сериала — Бернард Херрман
- композитор — Франц Ваксман
- звукооператоры — Франклин Милтон[англ.], Джон Г. Валентино
- художник-постановщик — Герберт Клинн[англ.]
- производство: Cayuga Productions, CBS Television Network[2]

## Создание
Согласно производственным документам от 24 апреля и 8 мая 1959 года, режиссёром этого эпизода первоначально должен был стать Роберт Стивенс. Предварительные даты съёмок были назначены на 15, 16 и 17 июля, а репетиции — на 13 и 14 июля. Позже даты были перенесены на 29, 30 и 31 июля, а даты репетиций — на 27 и 28 июля. В итоге съёмки были перенесены на конец августа. Репетиции перед съёмками проходили 20 и 21 августа 1959 года, а сами съёмки 24, 25 и 26 августа. Первый вариант сценария был датирован 10 июня 1959 года, изменения вносились в него 22 июня, 21 и 24 августа. Немногим более, чем через год после написания этого сценария Рода Серлинга попросили рассказать о происхождении сюжета репортеру из TV Guide в июне 1960 года. Серлинг заметил: «Я не знаю, откуда, чёрт возьми, у меня появилась эта идея, но я бы хотел, чтобы она у меня никогда не появилась». Возможно вдохновением для создания идеи этого эпизода послужил фильм «Бульвар Сансет» (1950), некоторые сюжетные ходы, которые схожи с данным эпизодом. Кстати, композитором эпизода выступил Франц Ваксман, который также работал и над «Бульваром Сансет», и получил за свою работу «Оскар» и «Золотой глобус». Первоначально планировалось, что эпизод закончится закадровым монологом Серлига: «За желания, которые исполняются. За странную мистическую силу человеческого существа, который ходит по тонкой грани между реальностью и тенью и может каким-то образом заставить одно слиться с другим. За Барбару Джин Трентон, королеву кино другой эпохи... больше не этой». В итоге эта фраза была слегка изменена.
Весь эпизод снимался в 19-м павильоне, за исключением офиса Марти Солла, который снимался в павильоне №24. Любовные сцены с солдатом были сняты во второй половине первого съёмочного дня. Первоначально любовные сцены предназначались для павильона №5, но были сняты в 19-м, как и весь остальной эпизод. Любовные сцены из старого фильма были описаны в сценарии Серлинга, как сад возле госпиталя или центра для восстановления здоровья во время Первой мировой войны в Италии.
«Шестнадцатимиллиметровая гробница» стала третьей и последней работой режиссёра Митчелла Лейзена над «Сумеречной зоной» и, по мнению Бака Хотона, его лучшей работой в сериале. «Я считаю, что фильм был очень хорошо поставлен», — говорил Хотон, — «В основном потому, что Митч чувствовал, как люди могут стать такими. Он, несомненно, вспоминал ситуации, в которых он бывал, когда был на вершине». Возможно, этот эпизод был ближе Лейзену, чем он сам это мог осознать. Оператор Джордж Т. Клеменс говорил о Лейзене, что тот всё ещё жил своим прошлым. «Ездил на своем „Роллс-Ройсе“, имел шофёра, настаивал на пропуске на территорию и так далее. Он не получал достаточно денег, чтобы так жить! Но в своё время он был по-настоящему богатым и талантливым — что ж, он всегда был талантлив, — но он не смог приспособиться к телевидению. Он хотел работать на телевидении, так как работал над полнометражными фильмами». За свою работу Лейзен получил 1250 долларов. На главную роль была выбрана Айда Лупино, актриса, которая к тому времени снималась в кино уже около трёх десятилетий. Лупино — одна из первых женщин-режиссёров в истории кино. Позже, в пятом сезоне «Сумеречной зоны», она выступила режиссёром эпизода «Маски», что сделало её единственной женщиной, которая работала над сериалом и как актриса, и как режиссёр, и единственным режиссёром-женщиной, работавшей над сериалом. Режиссёр Рой Келлино говорил: «Мисс Лупино — профессионал. Она никогда не опаздывает. Она всегда знает свои реплики. Она знает, как импровизировать». За работу над эпизодом она получила 5000 долларов, за первую повторную трансляцию ей начислялось 1000 долларов, за второй, третий и четвёртый повтор — 750 долларов, а за пятый повтор эпизода ей платили 250 долларов; далее все последующие повторы шли без отчислений. Всего на съёмки эпизода было потрачено 53 344,82 долларов. Через несколько дней после выхода этого эпизода в эфир Бак Хотон говорил о возможности использования звёзд прошлых лет в главных ролях в «Сумеречной зоне»: «С точки зрения рекламы, независимо от роли, [это] были бы звёзды старого времени, возвращающиеся в шоу-бизнес, такие как Мэри Пикфорд, Рамон Новарро и т. д.».

## Критика
Марк Скотт Зикри, автор книги «Путеводитель по Сумеречной зоне» (англ. The Twilight Zone Companion) писал: «Горечь и ностальгия пронизывают этот эпизод, но они сбалансированы настолько, что ничто из них не становится преобладающим». Также он отметил «прекрасную и выразительную» музыкальную тему Франца Ваксмана. Дуглас Броуд, автор книги «Род Серлинг и Сумеречная зона: дань уважения к 50-летию» (англ. Rod Serling and The Twilight Zone: The 50th Anniversary Tribute) сравнивает эпизод «Шестнадцатимиллиметровая гробница» с фильмом Билли Уайлдера «Бульвар Сансет» (1950), Барбара Джин Трентон замкнутая в себе отшельнице живущая в увядающем голливудском особняке. Как и Норма Десмонд, Трентон бесконечно смотрит свои старые фильмы, мечтая о прошлом. Когда Трентон буквально уходит в свой альтернативный мир, она оставляет после себя носовой платок для своего агента Дэнни Вайса. Подобный ход Серлинг планировал сделать и в первом эпизоде  «Куда все подевались?», там герой из другого мира должен был принести с собой билет из кинотеатра, это говорило бы зрителям, о том, что герой и правда был параллельном мире. Броуд ещё обращает внимание на то, что Трентон в конце эпизода по своей воле покидает наш мир, «с улыбкой на лице», точно так же как это сделал Лью Букман в эпизоде «Один за всех ангелов», со спокойной душой уйдя в загробный мир вместе со Смертью. Трентон не может справиться с реальностью. Жизнь превратилась для неё в живую смерть; смерть позволяет ей сбежать в альтернативный мир, который ей так нравится. Variety писал: «То, чего опасалось агентство, происходит. Сценарии Рода Серлинга „слишком далеки“ для масс, которые определяют рейтинги. Нет сомнений в том, что они были хорошо сделаны под чутким руководством Серлинга, от студии до выпуска на экраны. Простоте, которая является отличительной чертой вестернов, здесь нет места. Это то, что Серлинг называет „измерением воображения“ и превращает каждый выпуск в материал для размышлений. Что отличает Серлинга от современных писателей на телевидении, так это его чёткие диалоги и хорошо поставленные фразы».
Сам Род Серлинг не был в восторге от этого эпизода, в одном из интервью заявив: «Люди не понимают, что я не могу каждый раз писать „Реквием по тяжеловесу“ или „Образцы“». Этот эпизод как нельзя лучше соответствует мнению Серлинга, когда после просмотра чернового варианта он обнаруживает, что готовый фильм не соответствует его ожиданиям. То, что писатель переносит на бумагу, выходит не совсем так, как он себе представлял. В номере The Washington Post от 5 ноября 1959 года Лоуренс Лоран сообщил своим читателям, что Род Серлинг хочет услышать их мнение о «Сумеречной зоне». Рэймонд Фрай из Вашингтона, округ Колумбия, принял его предложение и написал: «В целом это превосходное развлечение, но иногда оно слишком далеко „заходит“. Яркий пример: эпизод с Айдой Лупино в главной роли. Диалоги были хороши, игра актёров превосходна, но концовка меня немного разочаровала». Серлинг, прочитав мнение Фрая, написал ответ телезрителю, соглашаясь с его анализом серии, «к которой я испытывал сильную неприязнь. Но оставайтесь с нами, лучшее ещё впереди».